# Гаитбаев, Наиль Асхатович
Наи́ль Асха́тович Гаитба́ев (баш. Наил Әсхәт улы Ғәйетбаев; род. 20 июня 1948, Баймак, Башкирская АССР) — башкирский драматург, прозаик, поэт; Заслуженный работник культуры Российской Федерации (2011).

## Биография
В 1966 году окончил среднюю школу в г. Сибае, в 1972 г. — Магнитогорский горно-металлургический институт по специальности горный инженер-механик. Работал на Киселёвском машиностроительном заводе (Кемеровская область) — мастером, начальником участка, главным механиком; затем — на Башкирском медно-серном комбинате (Сибай) — старшим механиком (1976—1978), старшим инженером (1978—1988).
В 1983 г. окончил Высшие литературные курсы при Союзе писателей СССР, в 1987 г. — Высшие театральные курсы при ГИТИСе.
В 1988—1990 гг. — литературный консультант в Союзе писателей Башкирской АССР.
С 1992 по 1998 г. — заместитель, первый заместитель министра культуры Республики Башкортостан. Был организатором Дней культуры Башкортостана в Татарстане, в Свердловской, Оренбургской, Челябинской, Курганской, Саратовской, Самарской областях, в Турции и в Москве. Организовывал и проводил ежегодный фестиваль «Театральная весна», ежегодные двухнедельные семинары в открытой им школе-лаборатории молодых драматургов. Инициировал создание и открытие:
- в Сибае — государственной филармонии, детского театра «Сулпан», музыкального лицея для одарённых детей, колледжа искусств;
- в Уфе — учебно-методического центра музыкального образования при Министерстве культуры, журналов «Рампа» (на русском языке) и «Тамаша» (на башкирском языке), Национального литературного музея.

В 1994—2010 годы — главный редактор журнала «Тамаша». В 2000—2007 годы — генеральный директор Национального литературного музея Республики Башкортостан.
Член Союза писателей России, член правления и председатель секции драматургии Союза писателей Башкортостана. Член редколлегии журналов «Тамаша» и «Агидель», член художественного совета киностудии «Башкортостан» и ряда театров, член правления Литературного фонда Башкортостана.
11 апреля 2014 года избран председателем Союза писателей Республики Башкортостан

### Семья
Отец — Асхат Шакирьянович Гаитбаев, мать — Бибикамал Шугаюповна Гаитбаева.
Жена (в 1969—1988) — Клара.
- дети — Ришат (р. 1970), Азат (р. 1981).

Жена (с 1988) — Эмма.
- дети — Даян (р. 1989), Ямиля (р. 1992), Миляуша (р. 1994), Айморат (р. 1996).

Внучки
Алия (р. 2003), Малика (2019), Алита (2020),
Внук: Буранбай (2023)

## Творчество
Писать начал в 1970-е годы. Первая книга — «Время золотых дождей» (1979). Автор более 20 книг, трёх романов, около 20 повестей, более 80 рассказов.
Написал более 50 пьес, которые идут на сценах театров Башкортостана, Татарстана, России и за рубежом.

### Произведения
Пьесы
1. Под проливным дождём — драма, 1983
2. Стол на четверых — драма, 1987
3. О, ужас! — комедия, 1988
4. Не плачь, милая — драма, 1989
5. Ночь («Хадия и Рами») — трагедия, 1990
6. Дороги обрываются на берегу — драма, 1991
7. Спрячь любовника в шкафу — комедия, 1991
8. Любовь уходит внезапно — драма, 1991
9. Зов курая — пьеса-сказка, 1991
10. Школьные приключения — пьеса, 1991
11. Любви все возрасты покорны — комедия, 1992
12. Как зажигаются звезды — комедия, 1993
13. Реликвия, рэкитер и любовь — комедия, 1994
14. Храбрый петух — пьеса-сказка, 1995
15. Тайна чёрного ящика — пьеса-фантастика, 1996
16. Две сороки — пьеса-сказка, 1997
17. Приехали девушки в село — комедия, 1998
18. Как выйти замуж? — комедия, 1999
19. Девушки, откройте дверь! — комедия, 2000
20. Я помогу тебе, папа! — пьеса-сказка, 2000
21. Лети, моя чайка! — трагедия, 2000
22. Скажи, где ты был? — комедия-шоу, 2000
23. Женюсь на собственной жене — комедия, 2001
24. Белые ночи Акмуллы — драма, 2002
25. Продам мужа — комедия, 2002
26. Сделка — эксцентричная комедия, 2003
27. Победа (Салават) — трагедия, 2003
28. Салавату было шесть (Детство Салавата Юлаева) — пьеса, 2003
29. Что человеку нужно — трагикомедия, 2004
30. Сажида — драма, 2004
31. Красная звезда (переработҡа пьесы М. Гафури) — драма, 2005
32. Жёнушка (переработҡа пьесы А. Мубарякова) — драма, 2009
33. Земля и любовь — драма, 2006
34. В санатории — драма, 2007
35. Неприёмный день — сатирическая комедия, 2008
36. Арслан — пьеса-либретто, 2009
37. Парни, откройте дверь! — комедия, 2009
38. Прерванная песня (Шайехзада Бабич) — пьеса-либретто, 2009
39. Двойное дно" (Война 1941-45 гг.) — драма, 2010
40. Диверсант (Война 1941-45 гг.) — комедия, 2010
41. Женюсь на собственной жене — 2 — комедия, 2010
42. День влюблённых — комедия, 2011
43. Тюбетейка и Уфа (Детство Мустая) — пьеса, 2011
44. Урал батыр — пьеса, 2011
45. Сумерки — драма, 2012
46. Любезники-любизар (Война 1812 г.) — драма, 2012
47. Бабич — заслуженный артист — комедия, 2013
48. Абзелил и хозяин озера — пьеса-сказка, 2013

Непоставленные пьесы
1. Дарите цветы — комедия , 1977
2. Энергичный парень — комедия , 1980
3. Зятёк — комедия , 1982
4. Любовные игры — драма, 1985
5. Без права отступать (Война 1941-45 гг.) — драма, 1985
6. Общежитие — киносценарий, 1989
7. Испытания души — мистическая драма , 1990

Романы
- 1976 Самый длинный короткий день (Иң ҡыҫҡа оҙон көн)
- 1986 Живём только дважды (Уҙыш йәки ике генә йәшәйбеҙ)
- 1991 Инопланетянка (Сит планета ҡыҙы)

Повести
- 1975 Альфия
- 1977 Первый снег
- 1978 Найди свою цель
- 1979 Последняя игра
- 1980 Камышлы узяк
- 1980 Буран
- 1981 Дождливая осень
- 1988 Чёрный ящик
- 1989 Прощание
- 1989 На чужой планете
- 1990 Чёрный ящик — 2
- 1991 Погоня
- 1991 Схватка с «ястребом»
- 1991 Капкан
- 1992 Крутая гора

Рассказы
около 80-ти
Книги
1. Сезон золотых дождей : Повесть и рассказы на баш. языке. — Уфа, 1979.
2. Жёлтые окна : Повесть и рассказы на баш. языке. — Уфа, 1981.
3. Буран : Повесть и рассказы на баш. языке. — Уфа, 1983.
4. Дороги убегают за горизонт : Рассказы на баш. языке. — Уфа, 1985.
5. Найди свою цель : Повесть и рассказы на баш. языке. — Уфа, 1987.
6. Светят окна в ночи : Повесть и рассказы на рус. языке. — Москва, 1988.
7. Чёрный ящик : Приключенческие повести на баш. языке. — Уфа, 1990.
8. О чём говорят трупы : Повесть на рус. языке. — Сибай, 1992.
9. Капкан : Приключенческие повести на рус. языке. — Уфа, 1993.
10. Гонка : Роман на баш. языке. — Уфа, 1994.
11. О, ужас : Комедии и драмы на баш.языке. — Уфа, 1996.
12. Как написать пьесу : Пьесы и статьи на баш. языке. — Уфа, 1997.
13. Инопланетянка : Роман, повести, пьесы на рус. языке. — Уфа, 1998.
14. Последняя игра : Повести и рассказы на баш. языке. — Уфа, 1999.
15. Приехали девушки в село : Пьесы на баш. языке. — Уфа, 2001.
16. Библиография : Статьи, интервью на баш., рус., англ. языках. — Уфа, 2002.
17. Дороги обрываются на берегу : Пьесы на баш. языке. — Уфа, 2003.
18. Девушка из космоса : Роман на баш. языке. — Уфа, 2004.
19. Белые ночи : Пьесы на баш. языке. — Уфа, 2008.
20. Секрет счастья : Статьи. — Сибай, 2010.
21. Комедии. Пьесы : на тат. языке. — Казань, 2012.
22. Белый голубь : Пьесы, перевод на баш. язык. — Уфа, 2012.

Стихи, рецензии, очерки, портреты, интервью.

### Шахматы
В 1972—1975 годы занимался шахматами, стал кандидатом в мастера спорта, чемпионом г. Киселёвска.
В 1980 годы три года подряд был чемпионом г. Сибай. Проводил сеансы одновременной игры вслепую на 20 досках.
«Наиль Гаитбаев обыгрывал нас как слепых котят» (рассказывал про сеансы одновременной игры на 20 досках) — воспоминания руководителя шахматного кружка школы № 1 Додонова Александра Александровича

## Награды и звания
- Заслуженный деятель искусств Республики Башкортостан (25 октября 1993 года) — за заслуги в области драматургии[3]
- Заслуженный работник культуры Российской Федерации (18 октября 2011 года) — за заслуги в области культуры и многолетнюю плодотворную работу[4][5]
- почётная грамота Республики Башкортостан
- премия имени М. Акмуллы (2003) — за трагедию «Белые ночи Акмуллы»[6].